# Єнс Одгор
Єнс Одгор (дан. Jens Odgaard, нар. 31 березня 1999, Гіллеред) — данський футболіст, нападник італійського клубу «Болонья».
Виступав, зокрема, за клуб «Інтернаціонале», а також молодіжну збірну Данії.

## Клубна кар'єра
Народився 31 березня 1999 року в місті Гіллеред. Вихованець юнацьких команд футбольних клубів «Люнгбю», «Інтернаціонале» та «Сассуоло».
У дорослому футболі дебютував 2015 року виступами за команду «Люнгбю», в якій провів два сезони, взявши участь у 28 матчах чемпіонату. 
Своєю грою за цю команду привернув увагу представників тренерського штабу клубу «Інтернаціонале», до складу якого приєднався 2017 року. Відіграв за «нераззуррі» наступний сезон своєї ігрової кар'єри.
Згодом з 2018 по 2022 рік грав у складі команд «Сассуоло», «Геренвен», «Лугано», «Пескара» та «Валвейк».
До складу клубу АЗ приєднався 2022 року. Станом на 24 червня 2022 року відіграв за команду з Алкмара 1 матч в національному чемпіонаті.
Після піврічної ореди, в травні 2024 року Одгор підписав повноцінний контракт з італійською «Болоньєю».

## Виступи за збірні
У 2014 році дебютував у складі юнацької збірної Данії (U-16), загалом на юнацькому рівні взяв участь у 42 іграх, відзначившись 22 забитими голами.
З 2019 року залучався до складу молодіжної збірної Данії. На молодіжному рівні зіграв у 5 офіційних матчах, забив 2 голи.

## Статистика виступів

### Статистика клубних виступів
| Сезон             | Команда           | Чемпіонат         | Чемпіонат | Чемпіонат | Національний кубок | Національний кубок | Національний кубок | Єврокубки | Єврокубки | Єврокубки | Інші змагання | Інші змагання | Інші змагання | Усього | Усього |
| Сезон             | Команда           | Ліга              | Ігор      | Голів     | Ліга               | Ігор               | Голів              | Ліга      | Ігор      | Голів     | Ліга          | Ігор          | Голів         | Ігор   | Голів  |
| ----------------- | ----------------- | ----------------- | --------- | --------- | ------------------ | ------------------ | ------------------ | --------- | --------- | --------- | ------------- | ------------- | ------------- | ------ | ------ |
| 2015–16           | «Люнгбю»          | 2.D               | 2         | 0         | КД                 | 1                  | 1                  | -         | -         | -         | -             | -             | -             | 3      | 1      |
| 2016–17           | «Люнгбю»          | 1.D               | 26        | 13        | КД                 | 1                  | 1                  | -         | -         | -         | -             | -             | -             | 27     | 14     |
| 2017–18           | «Інтернаціонале»  | A                 | 0         | 0         | КІ                 | 0                  | 0                  | -         | -         | -         | -             | -             | -             | 0      | 0      |
| 2018–19           | «Сассуоло»        | A                 | 1         | 0         | КІ                 | 0                  | 0                  | -         | -         | -         | -             | -             | -             | 1      | 0      |
| 2019–20           | «Геренвен»        | E                 | 24        | 7         | КН                 | 3                  | 0                  | -         | -         | -         | -             | -             | -             | 27     | 7      |
| 2020–21           | «Лугано»          | ASL               | 6         | 0         |                    | -                  | -                  | -         | -         | -         | -             | -             | -             | 6      | 0      |
| січ.-черв. 2021   | «Пескара»         | B                 | 19        | 1         | КІ                 | 0                  | 0                  | -         | -         | -         | -             | -             | -             | 19     | 1      |
| 2021–22           | «Валвейк»         | ЕД                | 30        | 8         | КН                 | 3                  | 3                  |           | -         | -         |               | -             | -             | 33     | 11     |
| Усього за кар'єру | Усього за кар'єру | Усього за кар'єру | 108       | 29        |                    | 8                  | 5                  |           | -         | -         |               | -             | -             | 116    | 34     |

## Титули і досягнення
- Володар Кубка Італії (1):

«Болонья»: 2024-25